# Avery County
Avery County ist ein County im Bundesstaat North Carolina der Vereinigten Staaten. Der Verwaltungssitz (County Seat) ist Newland, das nach dem Vizegouverneur William C. Newland benannt wurde.

## Geographie
Das County liegt im Westen von North Carolina, grenzt an Tennessee, ist im Norden etwa 80 km von Virginia entfernt und hat eine Fläche von 640 Quadratkilometern, wovon 1 Quadratkilometer Wasserfläche ist. Es grenzt im Uhrzeigersinn an folgende Countys: Watauga County, Caldwell County, Burke County, McDowell County und Mitchell County.
Avery County ist in 19 Townships aufgeteilt: Altamont, Banner Elk, Beech Mountain, Carey’s Flat, Cranberry, Elk Park, Frank, Heaton, Hughes, Ingalls, Linville, Minneapolis, Montezuma, Newland No. 1, Newland No. 2, Pineola, Plumtree, Pyatte und Roaring Creek.

## Geschichte
Avery County wurde am 11. Februar 1911 aus Teilen des Caldwell County, Mitchell County und des Watauga County  gebildet. Benannt wurde es nach Waightstill Avery, einem Colonel im Amerikanischen Unabhängigkeitskrieg und dem ersten Attorney General von North Carolina.
Zwölf Bauwerke und Stätten des Countys sind insgesamt im National Register of Historic Places (NRHP) eingetragen (Stand 22. Februar 2018).

## Demografische Daten
Nach der Volkszählung im Jahr 2000 lebten im Avery County 17.167 Menschen. Davon wohnten 1.874 Personen in Sammelunterkünften, die anderen Einwohner lebten in 6.532 Haushalten und 4.546 Familien. Die Bevölkerungsdichte betrug 27 Einwohner pro Quadratkilometer. Ethnisch betrachtet setzte sich die Bevölkerung zusammen aus 93,95 Prozent Weißen, 3,48 Prozent Afroamerikanern, 0,34 Prozent amerikanischen Ureinwohnern, 0,19 Prozent Asiaten, 0,04 Prozent Bewohnern aus dem pazifischen Inselraum und 1,28 Prozent aus anderen ethnischen Gruppen; 0,71 Prozent stammen von zwei oder mehr Ethnien ab. 2,41 Prozent der Bevölkerung waren spanischer oder lateinamerikanischer Abstammung.
Von den 6.532 Haushalten hatten 27,1 Prozent Kinder unter 18 Jahren, die bei ihnen lebten. 57,1 Prozent davon waren verheiratete, zusammenlebende Paare, 9,1 Prozent waren allein erziehende Mütter und 30,4 Prozent waren keine Familien. 26,6 Prozent waren Singlehaushalte und in 11,0 Prozent lebten Menschen mit 65 Jahren oder älter. Die Durchschnittshaushaltsgröße betrug 2,34 und die durchschnittliche Familiengröße war 2,82 Personen.
19,4 Prozent der Bevölkerung waren unter 18 Jahre alt. 10,3 Prozent zwischen 18 und 24 Jahre, 30,1 Prozent zwischen 25 und 44 Jahre, 24,4 Prozent zwischen 45 und 64, und 15,7 Prozent waren 65 Jahre alt oder älter. Das Durchschnittsalter betrug 38 Jahre. Auf 100 weibliche Personen kamen 111,8 männliche Personen. Auf 100 Frauen im Alter von 18 Jahren oder darüber kamen 112,9 Männer.
Das jährliche Durchschnittseinkommen eines Haushalts betrug 30.627 US-$ und das jährliche Durchschnittseinkommen einer Familie betrug 37.454 $. Männer hatten ein durchschnittliches Einkommen von 25.983 $, Frauen 21.652 $. Das Prokopfeinkommen betrug 15.176 $. 15,3 Prozent der Bevölkerung und 10,9 Prozent der Familien lebten unterhalb der Armutsgrenze, darunter 19,3 Prozent der Kinder und Jugendlichen unter 18 Jahre sowie 19,0 Prozent der ab 65-Jährigen.

## Städte und Gemeinden
| - Banner Elk - Crossnore - Elk Park - Grandfather | - Linville - Newland - Sugar Mountain |